# دانيال كزافييه
دانيال كزافييه (بالبرتغالية: Daniel Xavier‏) هو نبال برازيلي، ولد في 31 أغسطس 1982 في بيلو هوريزونتي في البرازيل.

## وصلات خارجية
- دانيال كزافييه على موقع الاتحاد الدولي للرماية بالسهام (الإنجليزية)
- دانيال كزافييه على موقع أوليمبيديا (الإنجليزية)
- دانيال كزافييه على موقع اللجنة الأولمبية البرازيلية (البرتغالية)